# 火渡周平
火渡周平（ひわたり しゅうへい、1912年3月29日 - 1994年1月8日）は、大阪府出身の俳人。本名・辻章。枚方生まれ。1931年頃より句作、「旗艦」「火星」「寒雷」「萬緑」「雲母」「金剛」「鞭」「太陽系」などの俳誌を遍歴。「セレベスに女捨てきし畳かな」など、 無季俳句の実践から前衛俳句運動にいたる大阪の戦後俳句と歩みをともにした。